# Томмази, Вибиано
Вибиано Томмази (лат. Vibiano Tommasi, также известный просто как лат. Vibiano) — католический церковный деятель XII века. На консистории 7 марта 1175 года был провозглашен кардиналом-дьяконом с титулом церкви Сан-Никола-ин-Карчере. В 19 сентября 1175 году стал кардиналом-священником с титулом церкви Санто-Стефано-аль-Монте-Челио. Участвовал в выборах папы 1181 (Луций III) и 1185 (Урбан III) годов.